# Европско првенство у атлетици на отвореном 1946 — бацање кладива за мушкарце
Такмичење у бацању кладива у мушкој конкуренцији на 3. Европском првенству у атлетици 1946. одржано је 22. августа .на стадиону Бислет у Ослу.
Титулу освојену у 2. Паризу 1938, није бранио Карл Хајн из Немачке.

## Земље учеснице
Учествовало је 11 такмичара из 10 земаља. 
1. Данска (1)
2. Италија (1)
3. Југославија (1)
4. Мађарска (1)
5. Совјетски Савез (1)
6. Уједињено Краљевство (1)
7. Финска (1)
8. Холандија (1)
9. Чехословачка (1)
10. Шведска (2)

## Рекорди
| Рекорди пре почетка Европског првенства 1946. | Рекорди пре почетка Европског првенства 1946. | Рекорди пре почетка Европског првенства 1946. | Рекорди пре почетка Европског првенства 1946. | Рекорди пре почетка Европског првенства 1946. | Рекорди пре почетка Европског првенства 1946. |
| --------------------------------------------- | --------------------------------------------- | --------------------------------------------- | --------------------------------------------- | --------------------------------------------- | --------------------------------------------- |
| Светски рекорд                                | Ервин Бласк                                   | Немачка                                       | 59,00                                         | Стокхолм, Шведска                             | 27. август 1938.                              |
| Европски рекорд                               | Ервин Бласк                                   | Немачка                                       | 59,00                                         | Стокхолм, Шведска                             | 27. август 1938.                              |
| Рекорди европских првенстава                  | Карл Хајн                                     | Немачка                                       | 58,77                                         | Париз, Француска                              | 4. септембар 1938.                            |

## Освајачи медаља
|                    |                                |                                   |
| Бо Ериксон Шведска | Ерик Јохансон-Умедален Шведска | Данкан Кларк Уједињено Краљевство |

## Резултати

### Квалификације
| Место | Атлетичар           | Земља                | Резултат | Бел. |
| ----- | ------------------- | -------------------- | -------- | ---- |
| 1     | Бо Ериксон          | Шведска              | 53,60    | КВ   |
| 2     | Ерик Јохансон       | Шведска              | 52,29    | КВ   |
| 3     | Ханс Houtzager      | Холандија            | 51,46    | КВ   |
| 4.    | Данкан Кларк        | Уједињено Краљевство | 50,81    | КВ   |
| 5.    | Тезео Тадија        | Италија              | 50,12    | КВ   |
| 6.    | Александар Shekhtel | Совјетски Савез      | 49,90    | КВ   |
| 7.    | Имре Немет          | Мађарска             | 48,47    | КВ   |
| 8.    | Јарослав Кнотек     | Чехословачка         | 48,37    | КВ   |
| 9.    | Рејно Кујвамеки     | Финска               | 47,41    |      |
| 10.   | Гунар Кристенсен    | Данска               | 45,94    |      |
| 11.   | Иван Губијан        | Југославија          | 45,11    |      |

### Финале
| Пласман | Такмичар            | Држава               | Време | Белешке |
| ------- | ------------------- | -------------------- | ----- | ------- |
|         | Бо Ериксон          | Шведска              | 56,44 |         |
|         | Ерик Јохансон       | Шведска              | 53,54 |         |
|         | Данкан Кларк        | Уједињено Краљевство | 51,32 |         |
| 4.      | Имре Немет          | Мађарска             | 50,03 |         |
| 5.      | Ханс Houtzager      | Холандија            | 49,86 |         |
| 6.      | Тезео Тадија        | Италија              | 48,63 |         |
| 7.      | Александар Shekhtel | Совјетски Савез      | 46,24 |         |
| 8.      | Јарослав Кнотек     | Чехословачка         | 46,04 |         |

## Укупни биланс медаља у бацању кладива за мушкарце после 3. Европског првенства 1934—1946.
|    | Земља                | Злато | Сребро | Бронза | Укупно |
| -- | -------------------- | ----- | ------ | ------ | ------ |
| 1. | Шведска              | 1     | 1      | 2      | 4      |
| 2. | Немачка              | 1     | 1      | 0      | 2      |
| 3. | Финска               | 1     | 0      | 0      | 1      |
| 4. | Италија              | 0     | 1      | 0      | 1      |
| 5. | Уједињено Краљевство | 0     | 0      | 1      | 1      |
|    | Укупно {5}           | 3     | 3      | 3      | 9      |

|                                       | Атлетичар                             | Земља                                 | Злато                                 | Сребро                                | Бронза                                | Укупно                                |
| Није био вишеструких освајача медаља. | Није био вишеструких освајача медаља. | Није био вишеструких освајача медаља. | Није био вишеструких освајача медаља. | Није био вишеструких освајача медаља. | Није био вишеструких освајача медаља. | Није био вишеструких освајача медаља. |
| ------------------------------------- | ------------------------------------- | ------------------------------------- | ------------------------------------- | ------------------------------------- | ------------------------------------- | ------------------------------------- |